# Pellionia umbellata
Pellionia umbellata är en nässelväxtart som beskrevs av Hugh Algernon Weddell. Pellionia umbellata ingår i släktet Pellionia och familjen nässelväxter. Inga underarter finns listade i Catalogue of Life.